# Entoloma flocculosum
Entoloma flocculosum är en svampart som tillhör divisionen basidiesvampar, och som först beskrevs av Bres., och fick sitt nu gällande namn av Giovanni Pacioni. Entoloma flocculosum ingår i släktet Entoloma, och familjen Entolomataceae. Arten är reproducerande i Sverige.